# Usine automobile Packard
L'usine automobile Packard est une friche industrielle située à Détroit au Michigan, États-Unis. Cet ensemble était une usine de montage automobile pour la compagnie Packard Motor Car Company de 1903 à 1958.

## Histoire
Les 47 bâtiments de l'usine furent dessinés par l'architecte Albert Kahn. Ce fut la première usine construite en béton armé à Détroit et elle était considérée comme étant la plus moderne de son temps. L'usine a commencé à produire des automobiles en 1903 jusqu'en 1958. À son apogée, l'usine employait 40 000 personnes.
Après la fermeture de Packard, l'usine fut utilisée comme lieu d'entreposage jusqu'à la fin des années 1990. En 2014, la compagnie Chemical Processing est le dernier locataire de 1 % du site,.
Les 47 bâtiments qui composent la friche sont devenus un lieu d'exploration urbaine, de pillages et de vandalismes. Ce lieu est un symbole du déclin de la ville de Détroit.
La propriété fait partie des 42 000 autres lots à saisie par la ville de Détroit à la suite des non-paiements des taxes municipales. La ville n'avait pas trouvé d'acheteur lors de la vente du lot avec 19 000 autres propriétés en automne 2013. La démolition des bâtiments pourrait coûter jusqu'à 20 millions de dollars américain. En décembre 2013, un investisseur péruvien a racheté, aux enchères, l'usine pour 403 000 dollars américains.